# Georges Friedland
George Freedland dit Georges Friedland, né le 31 décembre 1910 à Saint-Pétersbourg et mort le 23 décembre 1993 dans le 16e arrondissement de Paris, est un réalisateur, scénariste et monteur français d'origine allemande. 

## Filmographie sélective
- 1931 : Les Frères Karamazoff (Der Mörder Dimitri Karamasoff), réalisé en versions française et allemande par Fedor Ozep et Erich Engels, avec Aimé Clariond et Héléna Manson dans la version française : assistant-réalisateur
- 1932 : Mirages de Paris, réalisé par Fedor Ozep, avec Jacqueline Francell et Roger Tréville : assistant-réalisateur, monteur
- 1936 : Les Jumeaux de Brighton, réalisé par Claude Heymann avec Raimu et Michel Simon : coscénariste avec Robert Bresson, monteur
- 1937 : La Dame de Pique, réalisé par Fedor Ozep, avec Marguerite Moreno, Pierre Blanchar : assistant-réalisateur, monteur
- 1937 : Au service du tsar, réalisé par Pierre Billon, avec Pierre Richard-Willm, Alfred Adam : monteur
- 1938 : Tarakanowa de Fédor Ozep : monteur
- 1945 : Le Père Chopin, réalisé par Fedor Ozep, avec Madeleine Ozeray et Marcel Chabrier : assistant-réalisateur, monteur
- 1948 : Neuf garçons, un cœur, réalisateur, scénariste et dialoguiste,  avec Édith Piaf et Les Compagnons de la chanson
- 1950 : Let's be Childish (n/b, 19 min)
- 1952 : Le Banquet des fraudeurs, réalisé par Henri Storck, avec Paul Frankeur, Raymond Pellegrin et Françoise Rosay : producteur associé et monteur
- 1959 : Une fusée vers l'amour (de) (Zurück aus dem Weltall), réalisateur et scénariste, avec Carl Möhner, Anneli Sauli, Helmut Schmid
- 1975 : Le Bol d'air, court métrage réalisé par Charles Némès, avec Marie-Anne Chazel et Thierry Lhermitte : monteur
- 1985 : Commando Mengele, réalisé par Andrea Bianchi et Jesús Franco, avec Fernando Rey et Dora Doll, coscénariste avec Jesús Franco et Daniel Lesœur